# Daikan
Título do Principal representante do xogunato fora da área de Edo. O Daikan e seus assessores eram os repensáveis pela coleta de impostos e pela realização de obras públicas.